# Giovanni Paolo Oliva
Giovanni Paolo Oliva (ur. 4 października 1600 w Genui, zm. 26 listopada 1681 w Rzymie) – generał Towarzystwa Jezusowego.
Wstąpił do jezuitów 22 listopada 1616. Był kaznodzieją Innocentego X, Aleksandra VII, Klemensa IX i Klemensa X. W 1661, w związku z chorobą przełożonego generalnego Nickela, XI Kongregacja Generalna wybrała go wikariuszem generalnym z prawem następstwa. Jego generalat naznaczony był polemikami z kwietyzmem i gallikanizmem, trwał również spór akomodacyjny. Oliva dążył do poprawy stosunków z innymi zakonami poprzez rozwiązywanie wszelkich spornych kwestii. Wspierał misje, szczególnie w Japonii. Pozostawione zbiory kazań ukazują jego solidne wykształcenie i pobożność. Pamiętając, co stało się z kardynałem Pietro Sforza Pallavicino, Oliva wydał drukiem 1000 swoich listów w obawie przez ich złą interpretacją.

## Dzieła
- Prediche dette nel Palazzo Apostolico, 3 t., Roma 1659-1674
- Quaranta sermoni in varii luoghi sacri di Roma, Roma 1670
- Sermoni domestici, 10 t., Roma 1670-1682
- In selecta Scripturae loca ethicae commentationes, 6 t., Lyon 1677-1670.